# Aspidoglossum flanaganii
Aspidoglossum flanaganii là một loài thực vật có hoa trong họ La bố ma. Loài này được (Schltr.) Kupicha mô tả khoa học đầu tiên năm 1984.